# デジタル・タトゥー (テレビドラマ)
『デジタル・タトゥー』は、NHK総合テレビの「土曜ドラマ」枠で2019年5月18日から6月15日まで放送された日本のテレビドラマ。連続5回。インターネットに疎い50代の「ヤメ検弁護士」が20代の人気ユーチューバーとバディを組み、「デジタル・タトゥー」と呼ばれるインターネット上に書き込まれて消せない誹謗中傷や個人情報の拡散により苦しむ人たちを救い出す姿を1話完結で描いたサスペンス。浅野妙子作、高橋克実主演。
NHK BS4Kにて2019年5月15日から6月12日まで毎週水曜日の19時50分から20時39分に先行放送された。

## あらすじ

### 第1話
保守党幹事長の伊藤秀光のカジノ法案に絡む収賄疑惑を追っていた東京地方検察庁特捜部のエース検事・岩井堅太郎は、岩井の厳しい捜査を受けた伊藤代議士の長男で秘書の壮輔が自殺を遂げたことにより辞職に追い込まれ、1年後、弁護士に転身して主に国選弁護を担当している。
投稿した動画が炎上したことをきっかけに命を狙われた人気ユーチューバー・タイガが岩井の事務所を訪れ、インターネット上の掲示板で殺害予告を行った人物の調査の依頼する。タイガの正体が伊藤代議士の次男・大輔だと知った岩井は依頼を受け、タイガの分析によって特定されたVチューバー「ともちん」に対し警告を行い、掲示板へ書き込まれたタイガの個人情報などの投稿はすべて削除される。再び命を狙われたタイガは、闇サイトでの脅し依頼の背景に父がいることを知り、父の追手を避けるため誘拐されたと装って岩井のもとに身を潜め、匿名のVチューバーに転じる。

### 第2話
タイガが立ち上げた事務所のホームページを見て岩井が地方検事時代に担当した痴漢事件の被告だった元教師・大野が事務所を訪れ、新潟で塾を開いていたがインターネット上の掲示板に前科が書き込まれたことで生徒が全員やめてしまったので、書き込みを削除してほしいと依頼する。タイガは同一IDでのネットオークション出品から、書き込んだ人物を大野と同町内に住む主婦・ゆかりと特定する。新潟を訪れた岩井は、ゆかりが塾の生徒・亮太の母親で、高校時代に受けた性犯罪被害によるPTSDに苦しみ、再犯率の高い性犯罪者の存在を知らしめるため書き込んだと知る。痴漢被害を装い示談金を脅し取る詐欺の常習犯として逮捕され勾留中の痴漢事件の被害女性・マキに接見して冤罪を確信した岩井は、大野が読字障害の疑われる亮太のために手作りした教材をゆかりに手渡し、大野が良い人か悪い人か自分で判断するように亮太に説く。マキに有罪犯罪に下り、掲示板の書き込みは削除されて、大野の塾に生徒が戻り始める。

### 第3話
過激な発言をしネットで炎上させることで知名度を上げた中西あや子は、伊藤秀光から選挙への出馬を打診される。一方、山田加代はSNSで中西に対する中傷を繰り返したせいで、中西から慰謝料を請求されていた。山田の弁護を引き受けた岩井の交渉により一旦は和解に進みかけたが、山田が中西の学歴詐称を暴露するツイートをしたため決裂する。学歴詐称はマスコミにも取り上げられ、大バッシングとなり選挙への出馬も白紙となる。また、山田も「キラキラ女子」が偽装であったことが暴かれ、就業時間中に書き込みをしていたのが会社にバレたことから自主退職を余儀なくされる。「何の苦労もしていない中西あや子のような女と自分のような不幸な女との不公平を少しでも減らしたかった」と誹謗中傷の理由を語っていた山田だが、中西の謝罪会見を聞き中西も苦労の末に今の地位を勝ち取っていたのだと気づき、自身も中西に負けないよう前を向いて生きていくと誓う。

### 第4話
早紀が元彼の小西とラブホテルで撮った写真がネットに拡散される。内定先のテレビ局にも知られて内定を辞退するよう促されたことで、早紀は地下鉄のホームで過呼吸を起こし倒れてしまう。事情を聞き激怒した岩井は、小西によるリベンジポルノだと決め付け、小西に詰め寄る。だが小西は、酔って眠ってしまった隙に勝手に写真を抜かれたのだ、と言う。その後、ホームで倒れた動画が「自殺未遂を図った」という偽の情報と共に拡散する。さらに早紀は追い込まれたものの、タイガの調査で動画を撮ったのはミサだと判明。早紀は忘れていたが、ミサには小学生の時に早紀のイジメにより転校した過去があり、そのことで早紀を恨み復讐の機会を窺っていたのだ。早紀はミサに「私のことを許さなくていい。そのかわり私も絶対に許さない」と告げ、決別する。岩井は、落ち込む早紀を「世界中の人間がお前を軽蔑したとしても、父親である俺だけはしない」と慰める。

### 第5話
タイガは自殺した壮輔が遺したUSBを手に入れる。その中には秀光の収賄の証拠となる文書が保存されていた。タイガからUSBを託された岩井は早速、秀光の元を訪ねる。タイガに取り入ってUSBを手に入れたと思っている秀光に対し、岩井はタイガのほうから頼ってきたのだと反論し、地下鉄でタイガを襲ったことを詰る。だが、それは秘書の高嶋が独断で行ったのだとわかる。そこへ、タイガが何者かに拉致され公開処刑と題された動画が配信されているとの情報が入る。自作のゲームをタイガに酷評され販売中止に追い込まれたVチューバーの「ともちん」がタイガを恨んで凶行に及んだものだった。岩井と秀光はタイガ救出に駆けつけるが、タイガをかばった秀光が銃で撃たれてしまう。怪我が回復した後、秀光の元を訪ねたタイガは地盤を引き継ぎ政治家となるよう言われる。「兄を死なせておいてよくそんなことが言えるな」と拒否すると、秀光は「これは壮輔も望んでいたことだ」と言い、壮輔の遺書を見せる。秀光は事件が発覚した際に、まっすぐで優しすぎる壮輔の性格を慮って政治の世界から身を引くよう言ったが、それを「信頼されていない」と受け取った壮輔を自殺に追い込む結果になったのではないかと悔やんでいた。タイガはけじめをつけるため、USBを公開し告発。秀光は逮捕されることとなった。タイガの行動に勇気付けられた早紀も内定を辞退せず戦う決意をする。

## 登場人物およびキャスト

### 主要人物
岩井堅太郎
演 - 高橋克実
元東京地方検察庁特捜部検事のヤメ検弁護士。
タイガ（伊藤大輔）
演 - 瀬戸康史
人気ユーチューバー。秀光の次男。
岩井早紀
演 - 唐田えりか
岩井の一人娘。大学3年生。
伊藤秀光
演 - 伊武雅刀
代議士。政界の重鎮。タイガの父。
伊藤壮輔
演 - 竹財輝之助
秀光の長男。秘書。タイガの異母兄。
吉川美枝子
演 - 朝加真由美
秀光の前妻。壮輔の母。
高嶋弘一
演 - 飯田基祐
秀光の第一秘書。
田村正義
演 - 八嶋智人
弁護士。岩井と同じ弁護士会所属。
小宮山貴士
演 - 今野浩喜
雑誌記者。岩井の検事時代の情報源。
オケケ
演 - アイクぬわら
カレー店経営。岩井の事務所が入居するビルの1階で営業する。
奥村ミサ
演 - 久保田紗友
早紀と同じ大学の学生。ミスコン準優勝者。
小西達也
演 - 荒井敦史
早紀と同じ大学の学生。早紀の交際相手。

### ゲスト
第1回
緒方智紀
演 - 近藤公園
Vチューバー「ともちん」。
自身は中年男性だが、ともちんとしての姿はいちご大福をイメージした女性キャラとなっている。
制作したゲームをタイガに酷評され販売中止に追い込まれため、彼を恨んでいた。
最終回にも登場。
大家
演 - 梅沢昌代
射的屋
演 - 松澤一之
痴漢
演 - 岩尾望
下山部長
演 - 中野剛（最終回）

第2回
大野孝史
演 - 中村靖日
元高校教師。岩井が地方検事当時に担当した痴漢事件の被告。新潟で小さな塾を営む。
芝崎ゆかり
演 - 中越典子（幼少期：原舞歌）
新潟の専業主婦。
芝崎亮太
演 - 生駒星汰
ゆかりの息子。大野の塾の生徒。
岡田マキ
演 - 松林うらら
岩井が担当した痴漢事件の被害者。
神田
演 - 徳井優　
日本語学校校長。

第3回
山田加代
演 - 徳永えり
人気ブロガー「カオリン」。
中西あや子
演 - 矢田亜希子
経営コンサルタント。ブログやテレビ番組で性差別主義を貫いた発言をしており、度々炎上騒ぎを起こしている。
奥田博
演 - 加藤虎ノ介
加代が勤めるスーパーの課長。
堀田浩二
演 - 本田大輔
あや子のマネージャー。
佐川弁護士
演 - 緋田康人
あや子の弁護士。
中西真亜矢
演 - 山崎莉里那
あや子の娘。
ニュースキャスター
演 - 平井理央
雅恵
演 - 田村たがめ
加代の同僚。
あや子の夫
演 - 岡部たかし
スーパーの責任者
演 - 木下政治

## スタッフ
- 原案 - 河瀬季
- 作 - 浅野妙子
- 音楽 - 蓜島邦明
- 演出 - 梶原登城、橋爪紳一朗
- 制作統括 - 海辺潔
- 制作・著作 - NHK

## 放送日程
| 放送回 | 放送日  | サブタイトル     | ラテ欄                                                | 演出       |
| ------ | ------- | ---------------- | ----------------------------------------------------- | ---------- |
| 第1回  | 5月18日 | 消せないキズ     | アナログ弁護士と人気ユーチューバーがネットの闇と戦う! | 梶原登城   |
| 第2回  | 5月25日 | セカンドチャンス | 痴漢教師にセカンドチャンスはあるか?                   | 梶原登城   |
| 第3回  | 6月01日 | キラキラ女子の闇 | 偽装キラキラ女子の心の闇を救えるか?                   | 橋爪紳一朗 |
| 第4回  | 6月08日 | 娘の告白         | 娘がリベンジポルノの被害に遭ったら…                   | 橋爪紳一朗 |
| 最終回 | 6月15日 | 悪意の向こう側   | 悪意の向こう側〜タイガが公開処刑に!?                  | 梶原登城   |

## 受賞歴
- 令和元年度（第74回）文化庁芸術祭賞 テレビ・ドラマ部門優秀賞[6]

## 関連商品
- NHK 土曜ドラマ「デジタル・タトゥー」オリジナル・サウンドトラック（2019年6月26日発売、アイデアルミュージック、品番：NGCS-1099）

## 関連書籍
- 河瀬季『デジタル・タトゥー インターネット誹謗中傷・風評被害事件ファイル』（2017年1月12日、自由国民社、ISBN 978-4-426-12198-3）[7]